# Auw bei Prüm

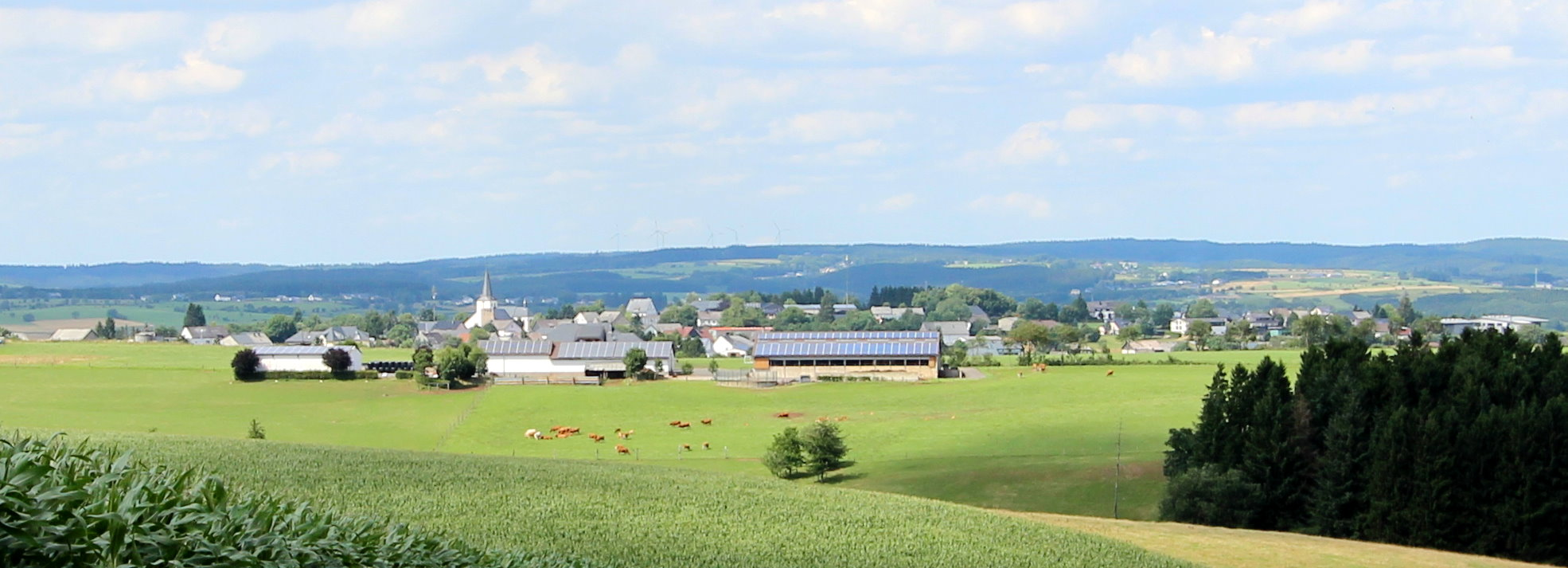
Auw bei Prüm

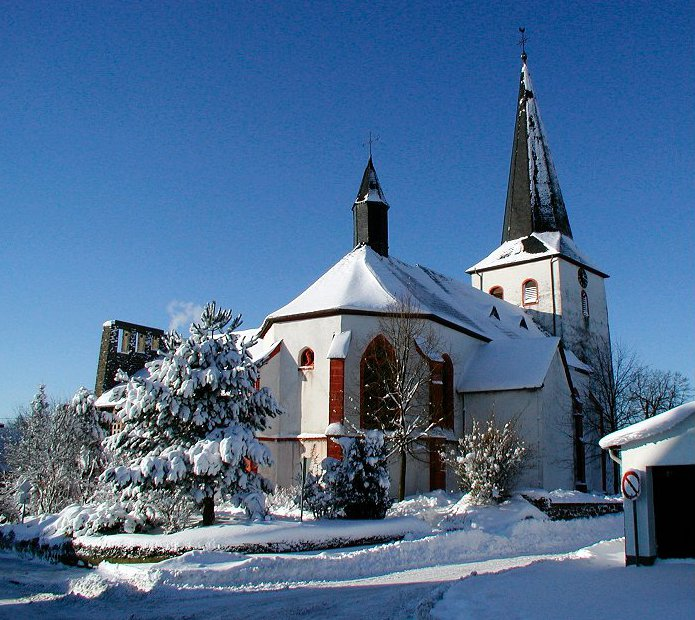
Pfarrkirche St. Peter und Paul in Auw

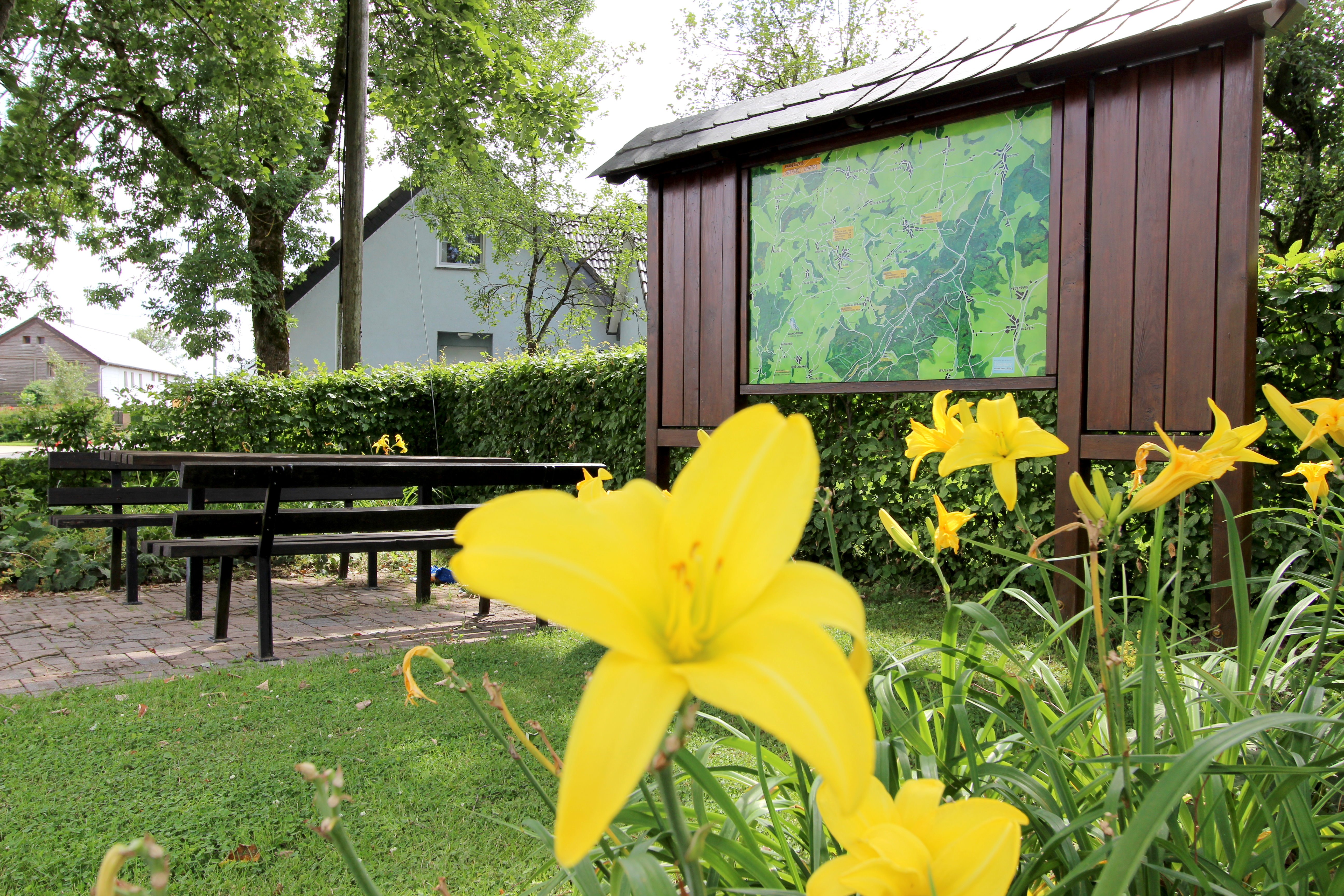
Rastplatz für Wanderer

Auw bei Prüm ist eine Ortsgemeinde im Eifelkreis Bitburg-Prüm in Rheinland-Pfalz. Sie gehört der Verbandsgemeinde Prüm an.

## Geographie
Die Gemeinde gliedert sich in die Ortsteile:
- Auw mit den Wohnplätzen Heidehof und Schlausenbachermühle
- Laudesfeld mit einigen Häusern des Weilers Herzfenn, der ansonsten zur Ortsgemeinde Oberlascheid gehört
- Schlausenbach mit den inzwischen zusammengewachsenen Ortsteilen Kesselsfenn und Traudenfenn sowie dem Wohnplatz Hascheid
- Wischeid mit dem Weiler Verschneid

Der größte Teil der Gemeinde liegt zwischen dem Kamm der Schneifel im Südosten und dem südwärts fließenden deutsch-belgischen Grenzfluss Our im Nordwesten.
Der Kernort Auw sowie Laudesfeld, Herzfenn und Wischeid liegen hoch über dem Tal der Our. Verschneid liegt jenseits dieses Flusses und ist damit das einzige Dorf in Deutschland an dessen Westufer. Schlausenbach liegt südöstlich des Kernortes am Schlausenbach, einem der Quellbäche des kleinen Flusses Auw, der kurz vor der Staatsgrenze zu einem kleinen See gestaut, unterhalb des Dammes die deutsch-belgische Grenze bildet.
Die Orte jenseits der Grenze gehören zu den belgischen Gemeinden Büllingen im Norden und Sankt Vith im Westen.

## Geschichte

### Hof Auw
Auw gehörte im Mittelalter zur Herrschaft Schönberg und wurde im Jahre 1342 zum ersten Mal urkundlich erwähnt, als Zils (Gilles, Ägidius), Herr von Daun und seine Frau Kunigunde ihren Hof zu „Auwe im Oyslinck“ (Islek) für 400 Schildgulden auf Wiederkauf an Konrad Herrn von Schönberg verkauften. Die Herrschaft Schönberg kam 1375 zu Kurtrier, welches die Herrschaft Anfang des 16. Jahrhunderts in das Amt Schönberg umwandelte. Auw war innerhalb des Amtes Schönberg ab 1540 Hauptort eines der drei als „Höfe“ bezeichnete Verwaltungseinheiten. Zum „Hof Auw“ gehörten auch die Ortschaften Kobscheid, Roth, Schlausenbach, Verschneid und Wischeid. In Auw befand sich für die Höfe Auw und Manderfeld ein Gericht, dem sieben Schöffen angehörten und dem ein Amtsschultheiß vorstand.
Im Jahr 1624 hatte Auw 22 Haushalte oder Hofstätten, diese dürften Stockhöfe gewesen sein, und war damit eines der größeren Dörfer in der Region.

### Pfarrei Auw
Die alte Pfarrei an der Kirche St. Peter und Paul zu Auw gehörte zum Eifler Dekanat in der Kölner Diözese. Die heutige Pfarrkirche wurde um 1530 gebaut, der Kirchturm wird dem 11. Jahrhundert zugeordnet. Eingepfarrt waren die Ortschaften Kobscheid, Laudesfeld, Roth, Schlausenbach, Verschneid und Wischeid. Filialkapellen waren in Kobscheid (St. Franz Xaver, seit etwa 1686), Roth (St. Leonhard, erbaut um 1500) und Schlausenbach.
Ein Auwer Pfarrer namens „Campensis“ wurde 1627 auf dem Radsberg als Hexer verbrannt.
Heute gehört Auw zum Dekanat „St. Willibrord Westeifel“ im Bistum Trier.

### Bürgermeisterei Auw
Im Zusammenhang mit den Napoleonischen Kriegen kam die Region 1794 unter französische Verwaltung. Auw gehörte von 1798 an zum Kanton Schönberg im Arrondissement Prüm des Saardepartements. Auw behielt als Sitz einer Mairie seine Verwaltungsfunktion. Hierzu gehörten die Orte des vorherigen „Hofes Auw“ sowie Laudesfeld.
Nachdem das Rheinland im Jahre 1815 aufgrund der Verträge des Wiener Kongresses an das Königreich Preußen gekommen war, wurde Auw Sitz der gleichnamigen Bürgermeisterei in dem 1816 neu geschaffenen Kreis Prüm im Regierungsbezirk Trier. Zur Bürgermeisterei gehörten dieselben Orte, wie unter französischer Verwaltung. Die Bürgermeisterei wurde von Bleialf aus verwaltet. 1933 wurde das Amt Auw (1927 wurden alle Bürgermeistereien in Ämter umbenannt) zusammen mit den Ämtern Bleialf, Habscheid und Winterscheid aufgelöst und das Amt Bleialf neu gebildet, welches bis 1968 Bestand hatte.
Aufgrund der Mitte der 1960er Jahre begonnenen rheinland-pfälzischen Gebiets- und Verwaltungsreform kam Auw am 7. November 1970 zum Landkreis Bitburg-Prüm (heute Eifelkreis Bitburg-Prüm).

### Eingemeindungen
Am 1. Januar 1971 wurden die bis dahin selbständigen Gemeinden Laudesfeld (120 Einwohner), Schlausenbach (134) und Wischeid (128) eingemeindet, am selben Tag erhielt die Gemeinde Auw den Namenszusatz „bei Prüm“.

### Bevölkerungsentwicklung
Die Entwicklung der Einwohnerzahl von Auw bei Prüm bezogen auf das heutige Gemeindegebiet; die Werte von 1871 bis 1987 beruhen auf Volkszählungen:
| Jahr | Einwohner |
| ---- | --------- |
| 1815 | 348       |
| 1835 | 517       |
| 1871 | 705       |
| 1905 | 656       |
| 1939 | 1.276     |
| 1950 | 861       |
| 1961 | 759       |

| Jahr | Einwohner |
| ---- | --------- |
| 1970 | 792       |
| 1987 | 652       |
| 1997 | 682       |
| 2005 | 655       |
| 2011 | 652       |
| 2017 | 644       |
| 2023 | 611       |

## Politik

### Gemeinderat
Der Gemeinderat in Auw bei Prüm besteht aus zwölf Ratsmitgliedern, die bei der Kommunalwahl am 9. Juni 2024 in einer personalisierten Verhältniswahl gewählt wurden, und dem ehrenamtlichen Ortsbürgermeister als Vorsitzendem. Die zwölf Sitze im Gemeinderat verteilen sich auf vier Wählergruppen.

### Bürgermeister
Alexander Nosbers wurde am 13. März 2025 Ortsbürgermeister von Auw, nachdem er bereits zuvor als Erster Beigeordneter die Amtsgeschäfte geführt hatte. Gewählt wurde er durch den Rat der Gemeinde.
Nosbers Vorgänger Peter Eichten war von 2009 bis 2024 Ortsbürgermeister von Auw bei Prüm. Eichtens Vorgänger waren Josef Rodemers (2004–2009), Paul Fuchs (1994–2004) und Johann Schmitz (1979–1994).

### Wappen
| Wappen von Auw bei Prüm | Blasonierung: „Von grün über rot durch schrägrechten silbernen Wellenbalken geteilt, oben eine silberne Buche mit Ast- und Blattwerk, unten silbernes Schwert und silberner Schlüssel, den Bart unten.“ |
| Wappen von Auw bei Prüm | Wappenbegründung: Die grüne Farbe steht für den Wald und die Landwirtschaft, aber auch zusammen mit der Wellenlinie symbolisch für den Namen „Auw“ = „Wiesenland am Gewässer“. Die Wellenlinie steht zudem auch für die Gewässer auf der Gemarkung von Auw: Our, Berbach, Taubenbach, Fronsbach, Wiesbach und Schlausenbach/Aubach. Die Buche nimmt Bezug auf zwei uralte Grenzbuchen, den Stalkesbaum und die Königsbuche. Die Symbole Schwert und Schlüssel stellen die Pfarrei Auw mit ihren Kirchenpatronen Peter und Paul dar. Die Zugehörigkeit zum Kurfürstentum Trier geht weit zurück. Diese wird durch die rote Farbe dargestellt. |

## Kultur und Sehenswürdigkeiten

### Bauwerke

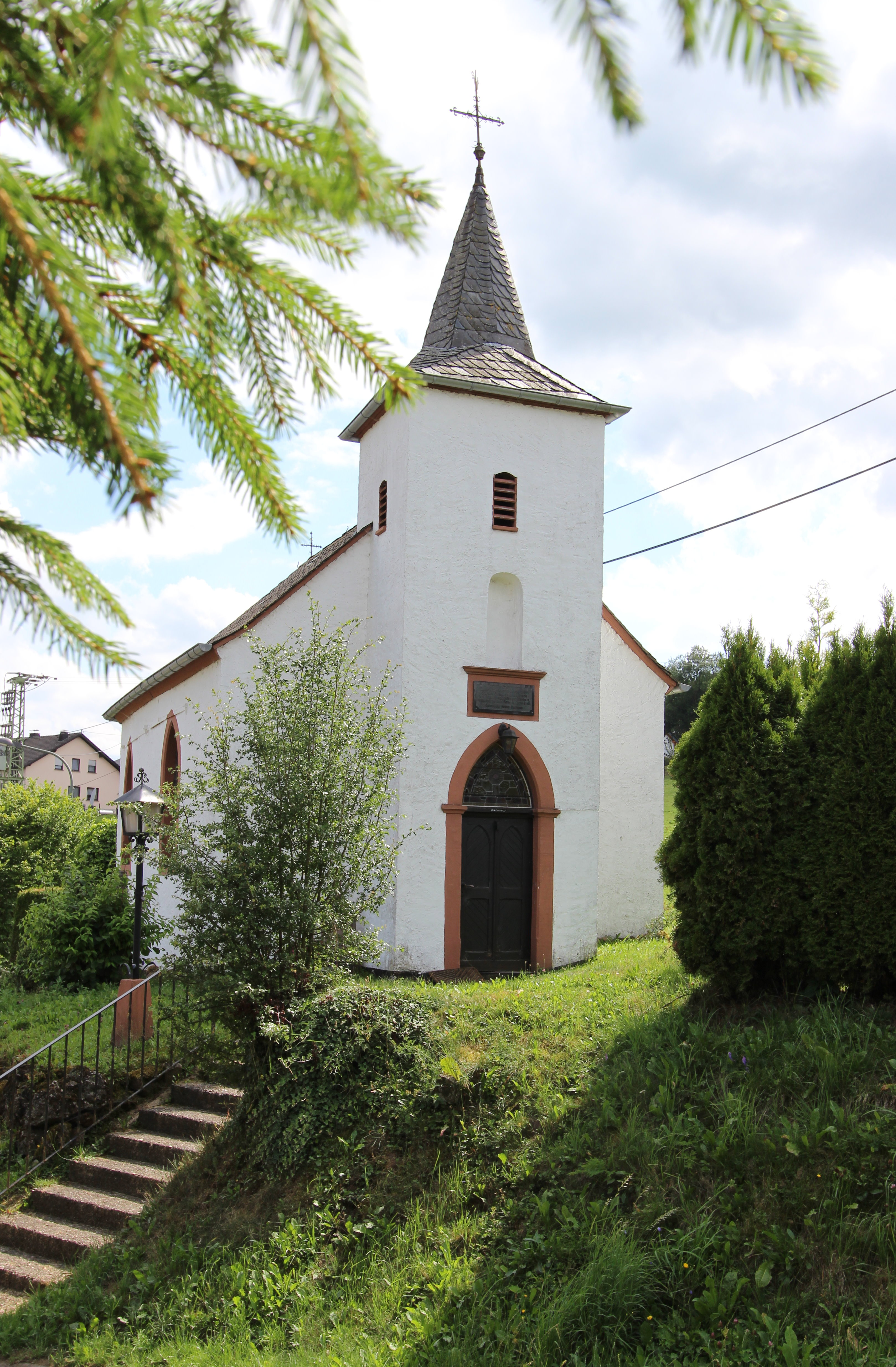
St. Peter und Margarethe in Laudesfeld

- Pfarrkirche St. Peter und Paul um 1511
- Pfarrkirche St. Peter und Margaretha von 1859 in Laudesfeld (⊙)[19]
- Filialkirche St. Eligius von 1658 in Schlausenbach (⊙)[20]
- Altarkreuze aus dem frühen und späten 19. Jahrhundert
- Vierhöfestein – ein historischer Grenzstein aus dem 16. Jahrhundert (⊙)[21]

Siehe auch: Liste der Kulturdenkmäler in Auw bei Prüm
Siehe auch: Liste der Naturdenkmale in Auw bei Prüm

### Regelmäßige Veranstaltungen
- Jährliches Kirmes- bzw. Kirchweihfest wird am Wochenende vor oder nach dem 29. Juni (Peter und Paul) gefeiert
- Burgbrennen am ersten Sonntag der Fastenzeit (sogenannter Scheef-Sonntag)[22]

## Wirtschaft und Infrastruktur

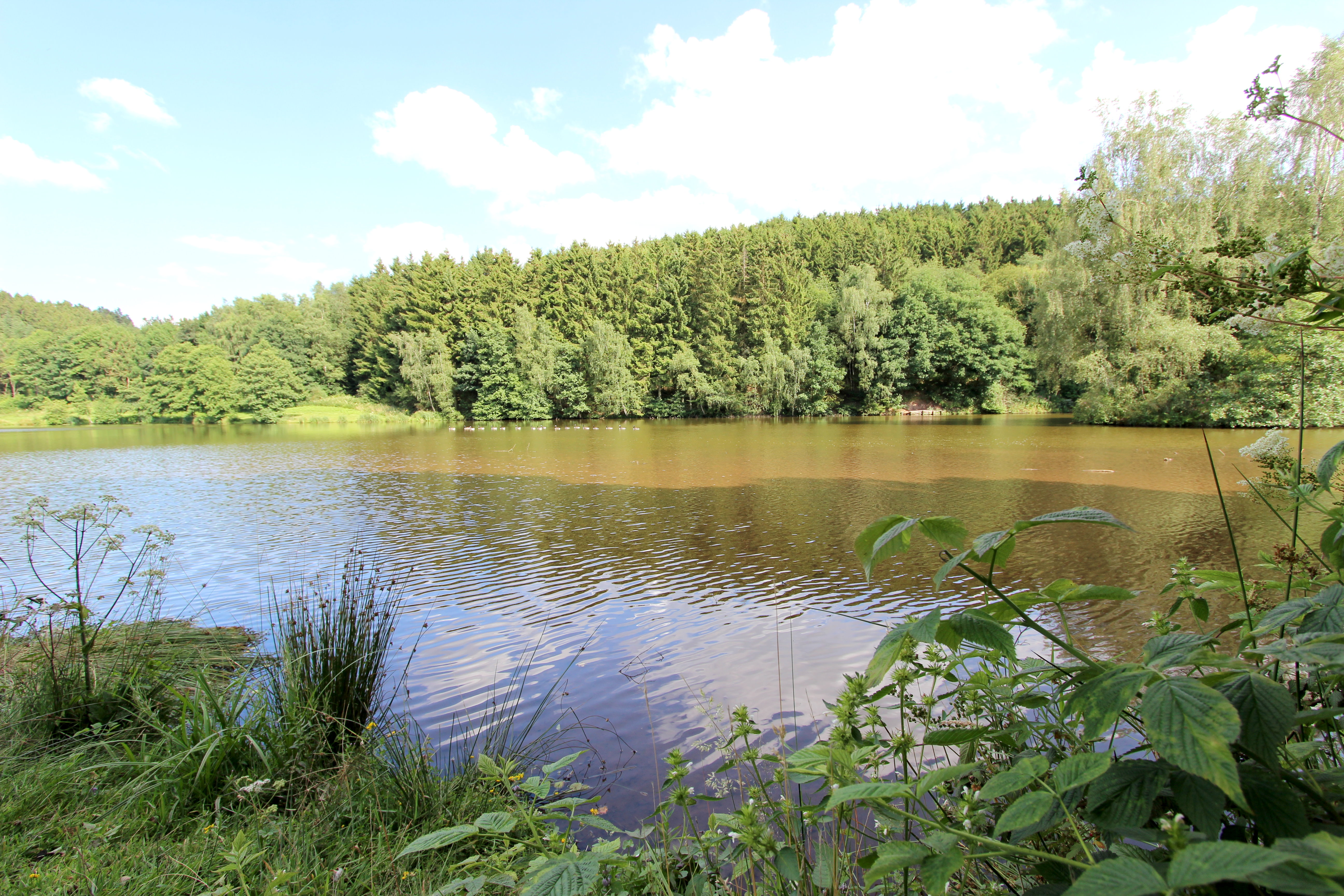
Stausee bei Auw

Auw hat einen Sportplatz, eine Grundschule und ein Kindergarten. Die Schüler besuchen die Realschule plus in Bleialf oder weiterführende Schulen in Prüm.

### Gewerbe
Handwerksbetriebe, Dienstleister, sowie zwei Gaststätten befinden sich in der Ortsgemeinde.
Das Gasthaus Backes-Themann ist eine – seit über 100 Jahren – familiengeführte Gaststätte mit Pension mitten im Ort.

### Tourismus
- Zahlreiche Wanderwege mit Wanderparkplätzen in und um Auw bei Prüm[24][25][26]
- Stausee Auw bei Prüm an der belgischen Grenze (⊙)
- Reiterferien mit Ferienwohnung[27]